# Hauptstrasse 101
Die Hauptstrasse 101 ist eine Schweizer Hauptstrasse im Kanton Genf und eine Hauptachse der Agglomeration Genf. Sie verbindet das Stadtzentrum mit dem internationalen Flughafen Genf, der Autobahn A1 und dem Grenzübergang zu Frankreich bei Meyrin. Von 1937 bis 1970 trug sie die Nummer 46.
Die verschiedenen Abschnitte der Strasse tragen die Bezeichnungen Rue du Mont-Blanc, Rue de Chantepoulet, Rue de la Servette und Route de Meyrin. Ausserhalb der Stadtgrenze von Genf ist die Route als Kantonsstrasse 6 eingeordnet.

## Verlauf
Die Strasse beginnt am nordwestlichen Ende der Rhonebrücke Pont du Mont-Blanc im Quartier St-Gervais – Chantepoulet und führt in nordwestlicher Richtung durch die Gemeinden Vernier und Meyrin bis zur Landesgrenze mit Frankreich, wo sie in der Gemeinde Saint-Genis-Pouilly mit der französischen Departementsstrasse 984f im Departement Ain verbunden ist.

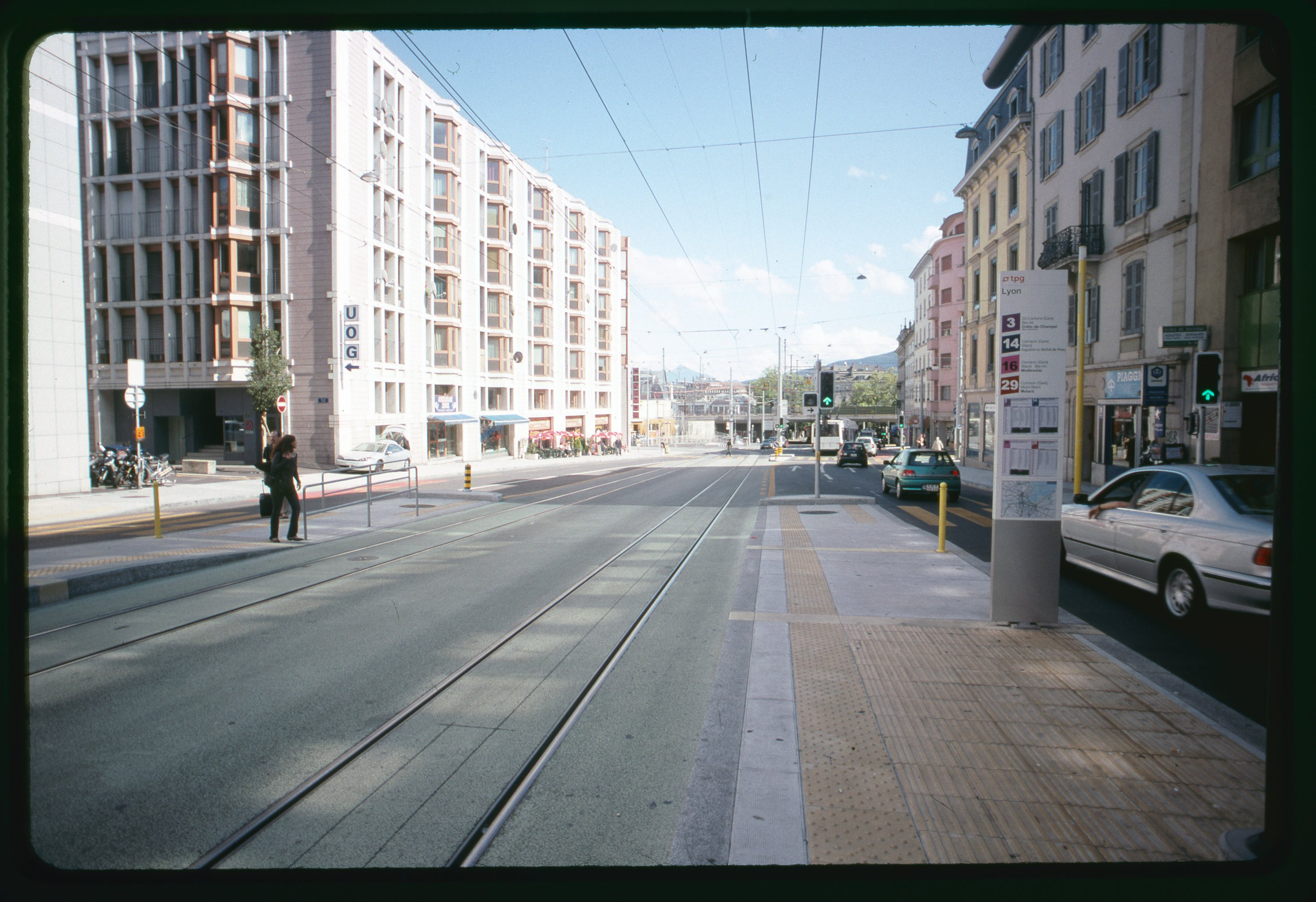
Rue de la Servette bei der Tram- und Trolleybushaltestelle Lyon
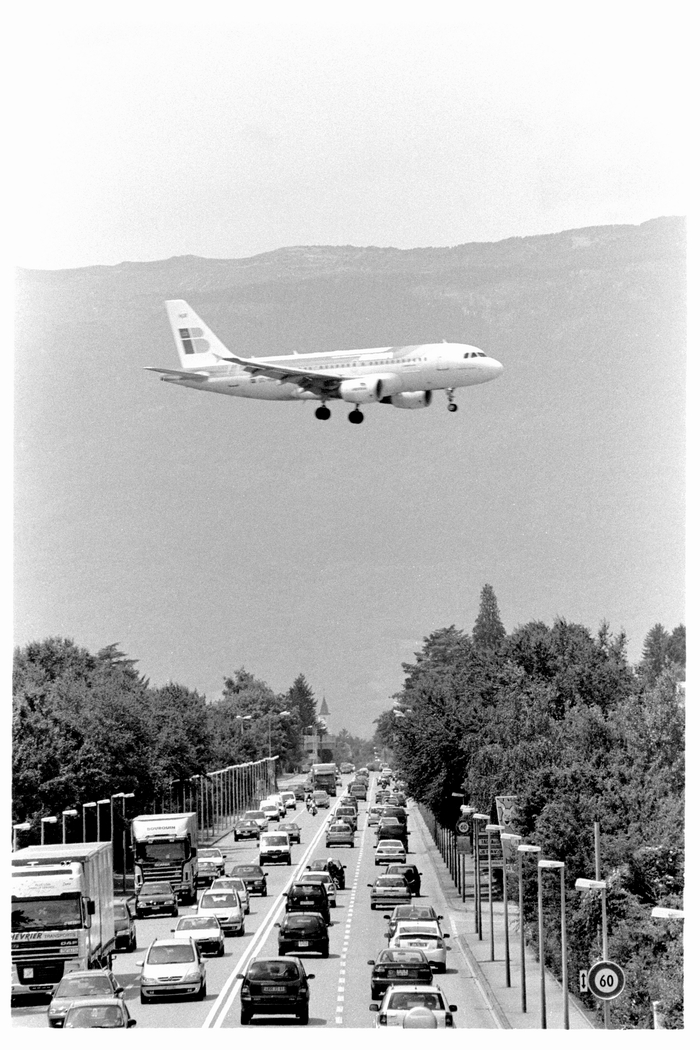
Route de Meyrin in der Nähe des Flughafens Genf

## Ausbau
In mehreren Abschnitten hat die Strasse vier Spuren. Einige Kreuzungsbauwerke sind höhenfrei angelegt.
Auf der gut ausgebauten Strecke verkehren die Linien 14 und 18 der Strassenbahn Genf (TPG); im Stadtzentrum liegen die Gleise zum Teil in der Strassenfläche, ausserhalb auf einem eigenen Trassee zwischen den getrennten Fahrbahnen. An der Strasse liegt das Tramdepot En Chardon dieses Unternehmens. Die Tramlinie 18 führt zum europäischen Kernforschungszentrum CERN ausserhalb von Meyrin.